# Matzen-Raggendorf
Matzen-Raggendorf är en kommun  i Österrike. Den ligger i distriktet Gänserndorf i förbundslandet Niederösterreich. Huvudorten Matzen ligger 33 km nordost om huvudstaden Wien. 
Kommunen består av tre orter (Ortschaften) (inom parentes invånarantal 1 januari 2024):
- Klein-Harras (369)
- Matzen (1 981)
- Raggendorf (617)